# پاووو (استان اوپوله)
پاووو (به لهستانی: Pawłów) یک منطقهٔ مسکونی در لهستان است که در گمینا سکاربیمیژ واقع شده‌است.